# Schutzengelkreuz in Unterlaa

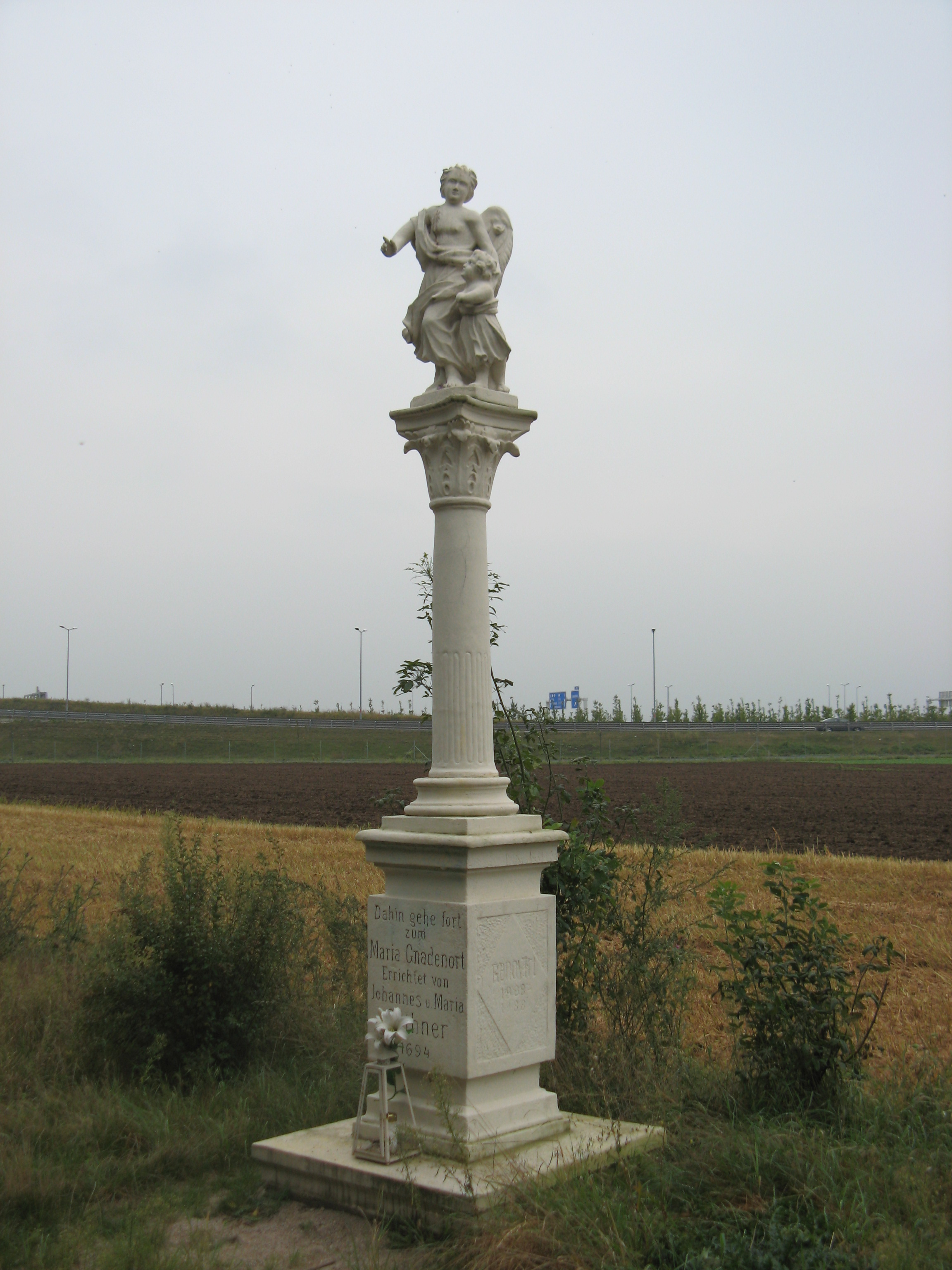
Schutzengelkreuz

Das Schutzengelkreuz ist eine denkmalgeschützte barocke Bildsäule im 10. Wiener Gemeindebezirk Favoriten, Bezirksteil Unterlaa. Die Säule steht in der Verlängerung der Georg-Wiesmayer-Gasse nach Süden in der Nähe der Wiener Außenring Schnellstraße S1 und liegt am ehemaligen Kreuzweg von der Wieden nach Maria Lanzendorf. An diesem Kreuzweg kann man außerdem heute noch die Kreuzwegstation Unterlaa sehen.

## Bau und Geschichte
Das Schutzengelkreuz ist eine 1694 entstandene Rundsäule aus Zogelsdorfer Stein mit Schmuckornamenten in der Form von Akanthusblättern auf dem Sockel der Skulptur, am Kreuzweg nach Maria Lanzendorf. Gekrönt wird die Säule von einer Schutzengelfigur mit einem Kind. Errichtet wurde sie von den Eheleuten Johannes und Maria Orthner, 1948/49; 1959 wurde sie renoviert. Die (derzeitige) Inschrift auf dem Sockel lautet: "Dahin gehe fort zum Maria Gnadenort. Errichtet von Johannes und Maria Orthner 1694". Früher lautete der Text unbedeutend anders.
Die Säule soll angeblich an den Tod von zwei Brüdern erinnern, die bei einer Wallfahrt nach Maria Lanzendorf erfroren sind. Man hat sie nach der Überlieferung an einem „Schmerzensfreitag“ gefunden, das ist der Freitag vor dem Palmsonntag.
Nach einer anderen Legende soll ein Wilderer einst den rechten Arm des Schutzengels abgeschossen haben. Beim Kampf mit einem Jäger habe er sich dann versehentlich mit einem Schuss aus dem eigenen Gewehr selbst getötet. Auch heute noch wird in der Gegend von Oberlaa, Unterlaa und Rothneusiedl Jagd betrieben, hauptsächlich auf Niederwild (Hasen, Fasane, Rebhühner), aber auch auf das in den Windschutzstreifen stehende Rehwild.
Mit dem Bau der S1 wurde die Bildsäule von der geplanten Straßentrasse nach Norden auf ihre heutige Position versetzt.
Tatsächlich wurde das Schutzengelkreuz immer wieder durch Vandalismus beschädigt, zuletzt im Jahre 2010. Das mag der Grund gewesen sein, dass bei der dadurch notwendigen bisher letzten Renovierung der früher gerade in Richtung Maria Lanzendorf ausgestreckte rechte Arm des Schutzengels jetzt so ergänzt wurde, dass er eher zum Himmel zeigt. Das Bild rechts aus dem Jahr 2009 zeigt noch den damals waagrechten Arm.